# Amore, bugie & calcetto
Amore, bugie & calcetto è un film del 2008 diretto da Luca Lucini.
Il film, girato interamente a Trieste, in Italia ha incassato circa 1,4 milioni di euro.

## Trama
Sette amici, ogni settimana, hanno un appuntamento a cui non possono, e non vogliono, mancare per nessun motivo: la loro partita di calcio a cinque, per la quale abbandonano famiglia, lavoro, riunioni, lezioni universitarie. La squadra partecipa a un torneo amatoriale, i cui vincitori giocheranno contro gli Old Boys, una squadra di ex giocatori professionisti.
L'andamento del campionato e le vite dei sette protagonisti si intrecciano e influenzano l'un l'altro. Vittorio è un cinquantenne divorziato, proprietario dell'azienda Diana, produttrice di macchinette per caffè e sponsor della squadra, ora in trattativa per la vendita dell'azienda a un gruppo francese, e frequenta Viola, una ventiduenne che si destreggia con vari lavoretti occasionali: ha quindi una mentalità da attaccante, vigorosa e propositiva. Adam, figlio di Vittorio, è stato ferito emotivamente da una sua ex ragazza, malsopporta suo padre per aver tradito la madre Diana, e non ha alcun interesse ad ereditare l'azienda del padre, preferendo fare il tatuatore: ha quindi deciso di vivere la sua vita senza iniziativa e in difesa, quindi il portiere è il ruolo perfetto; Piero, amico di Adam e studente di economia, ha la vita pienamente organizzata, dalle ore di studio a quelle di coppia con Martina (amica di Viola): anche in campo riesce a organizzare i propri compagni, da cui è chiamato Precisetti; Lele, operaio capo in Diana, è costretto a correre nella vita dovendosi destreggiare tra lavoro, sport e la vita famigliare con la moglie Silvia e i due bambini piccoli: in campo è il mediano; Filippo consulente di lavoro, è duro di cuore sia in campo che in ufficio, mettendo spesso il guadagno di fronte ai rapporti umani: il suo compito è abbattere gli avversari o provocarli in modo da fare assegnare loro ammonizioni o espulsioni; il Venezia è operaio generico in Diana: non ha alcuna qualità particolare, infatti nel gioco sta sempre in panchina; Mina, il capitano, è un giornalista sportivo ex giocatore di C, ormai grasso e tabagista, che riesce a dare ottimi consigli di vita agli amici, ma sempre rimanendo in disparte: tale è in campo, entra solo per battere le punizioni ("Gioca 3 minuti in tutto il campionato, ma fa 20 goals. Il Mina conferma la sua media partita: 6 sigarette, 4 caffè, 1 goal e 2 pacchetti di patatine").
Le trattative di vendita dell'azienda Diana falliscono, il gruppo ritira l'offerta, l'azienda viene svalutata enormemente e va in crisi. Vittorio inizia a faticare in campo, e una notte ha un attacco tachicardico mentre è a letto con Viola. Portato all'ospedale, il medico di turno che lo visita è proprio l'ex moglie Diana, la quale scopre una serie di sostanze dopanti nel sangue che gli stavano per procurare un infarto. Minacciandolo di denuncia, gli ordina di disintossicarsi facendosi visitare ogni settimana da lei. Adam, mentre porta al padre il cambio per la notte, scopre che la sua amante è Viola, l'ex che gli ha spezzato il cuore.
Martina si scopre incinta, ma confessa a Viola che il padre è Adam: soffocata dalla minuziosa precisione di Piero si era concessa un po' di svago un 8 marzo e, complici alcool e marijuana, è andata a letto con lui. Quando Piero scopre casualmente il fatto (pensando di essere il padre), chiede consiglio a Mina e cambia totalmente atteggiamento nei confronti della vita, prende più iniziativa e propone a Martina di aprire un'attività di scambio e compravendita di tutti quegli oggetti per neonati di cui, superata una certa età del bambino, le famiglie non hanno più bisogno. Adam è combattuto tra l'essere sincero con l'amico Piero e prendersi le responsabilità di padre biologico.
Lele e Silvia sono soffocati dalla vita di famiglia, Silvia in particolare ha dovuto rinunciare al lavoro da restauratrice (per cui ha studiato tutta la vita) per star dietro ai figli. I due sperimentano varie possibili soluzioni alla propria vita di coppia, arrivando a una disastrosa cena in cui lui mette della marijuana nel tortino vegetale che serve alla moglie e Silvia del Viagra nel brodino di lui. Purtroppo la figlia Matilde, lasciata apposta dai nonni, si rompe la mano: Lele e Silvia devono andare all'ospedale in condizioni pietose. Alla fine anche Lele chiede consiglio a Mina e trova una soluzione: approfittando della crisi dell'azienda Diana, si mette in aspettativa, diventa casalingo e fa lavorare la moglie. Lei così ritrova la serenità con il lavoro dei suoi sogni, e lui riesce a sentirsi utile per la moglie e la famiglia.
In campo l'energico e propositivo Piero viene spostato in attacco al posto di Vittorio, sempre più fiacco per l'assenza di doping; Adam perde colpi ed è completamente assente; anche Lele ha una fase di smarrimento ma si riprende, ritrovata la serenità in casa.
Vittorio parla con Adam e scopre che Diana è ancora innamorata di lui: le visite settimanali sono solo una scusa per poterlo vedere: l'uomo lascia infine Viola, per la gioia di Adam. L'azienda viene infine venduta ai francesi fortemente svalutata. Vittorio accetta la proposta di Piero di avviare l'azienda di compravendita di oggetti per neonati, a patto di scambiarsi i ruoli nella partita con gli Old Boys. Il nuovo vigore di Vittorio lo porta a fare un gol.
Proprio dopo questa partita (persa disastrosamente) Vittorio scopre che è stato Filippo a manovrare i movimenti dei francesi per fare svalutare l'azienda e farla riacquistare a un prezzo inferiore: dopo averlo colpito in volto, Vittorio caccia Filippo dalla squadra. Qui Mina ammette di aver sempre capito la natura di Filippo per la legge di Nereo Rocco, "in campo come nella vita". Amaramente ammette di saper solo dare consigli agli altri e rimanere in panchina: anche lui è divorziato e la sua ex moglie si sta risposando.
Lele e Silvia riscoprono l'equilibrio e lei è nuovamente incinta.
La nuova stagione ha inizio: il nuovo sponsor della squadra è l'attività di Piero, al posto di Filippo è stato preso Vlad, un violento cliente serbo di Adam, e Piero è convinto di essere padre.

## Colonna sonora
- Il tema musicale del film è il brano Ci parliamo da grandi di Eros Ramazzotti.

## Distribuzione
Il film è uscito nelle sale il 4 aprile 2008.

## Curiosità
- Nella parte finale del film i protagonisti affrontano gli Old Boys, una squadra di ex calciatori professionisti, tra i quali Mannini, Schillaci, Rizzitelli, Ivano Bonetti, Mannari e Tacconi, allenata da Gigi Maifredi.
- Il film presenta alcune analogie con Si può fare, film sempre del 2008 e diretto da Giulio Manfredonia: in entrambi i film sono presenti Claudio Bisio, Giuseppe Battiston e Andrea Bosca; in tutti e due i film poi il personaggio di Bisio di cognome si chiama Trebbi.